# 에폭 사
주식회사 에폭 사(일본어: エポック社 에폿크샤[*], EPOCH.CO.,LTD))는 도쿄도 다이토구에 본사를 둔 일본의 완구 메이커이며 1958년에 창업되었다.

## 소개
야구반 등 보드 게임 메이커로 알려져 있다. 유럽 인형 집을 현대풍으로 어레인지 한 소녀용 장난감인 '실바니아 패밀리 시리즈'가 히트 상품이다.
그 밖에, 트레이딩 카드 및 퍼즐도 이 회사의 주력 상품이었다. 현재 1 조각의 크기가 대략 반인 「퍼즐의 달인」 시리즈를 전개 하고 고급 어필 하고 히트 상품이 되었다.
예전에는 가정용 TV 게임기 카세트 비전, 게임 포켓콤를 개발, 출시 했다. 또한 Atari 2600의 수입 판매도 이루어지고 있었다.

## 주요 제품
- 게임 포켓콤
- 카세트 비전
  - 카세트 비전 주니어
- 슈퍼 카세트 비전
- 바코드 게임기
- 실바니안
- 텔레비테니스(TV 테니스 일렉트로테니스)
- TV 블록
- TV 야구
- 시스템 10
- TV 베이더
- 카세트 TV 게임

## 연혁

### 초창기
- 1958년 마에다 타케도라가 설립. 야구반을 발매.
- 1967년 어뢰전 게임을 발매.
- 1975년 일본 최초의 가정용 TV 게임기 「텔레비전 테니스 」를 발매.
- 1980년 텔레비전 베이더를 발매. 메카노를 흉내 낸 장난감 델 구조법을 발매.
- 1981년 카세트 비전, 월드 워 게임 시리즈를 발매.

### 전환기
- 1983년 카세트 비전 Jr .를 발매.
- 1984년 슈퍼 카세트 비전을 발매.
- 1985년 실바니어 패밀리 및 게임 포켓콤을 발매.
- 1989년 패미컴 야구반을 통해 소프트웨어 업체로 패밀리 컴퓨터에 진출.
- 1991년 바코드 배틀러를 발매.
- 1996년 MTECH을 발매.

### 신세기
- 2001년 미니 모터 트레인을 발매.
- 2002년 몬스터 메이커의 트레이딩 카드 게임 「 MMTCG 부활 」 을 발매.
- 2005년 도라에몽의 트레이딩 카드 게임 「 드라 벤처 」를 발매.
- 2006년 도라에몽의 비밀 도구를 실현화 한 「 비밀 도구 공기 포」를 발매.
- 2008년 창업 50주년 맞이.

## 참고 사항
- 프랑스어 위키백과
- 독일어 위키백과
- 영어 위키백과